# Pseudagapostemon cyanomelas
Pseudagapostemon cyanomelas är en biart som beskrevs av Cure 1989. Pseudagapostemon cyanomelas ingår i släktet Pseudagapostemon och familjen vägbin. Inga underarter finns listade i Catalogue of Life.